# Psilocurus puellus
Psilocurus puellus là một loài ruồi trong họ Asilidae. Psilocurus puellus được Bromley miêu tả năm 1934. Loài này phân bố ở vùng Tân Bắc giới.